# داک (کارولینای شمالی)
داک (به انگلیسی: Duck) شهرکی در ایالت کارولینای شمالی کشور ایالات متحده آمریکا است که جمعیت آن در سرشماری سال ۲۰۱۰ میلادی، ۳۶۹ نفر بوده‌است.